# Eunápolis
Eunápolis és un municipi de Bahia amb 94.354 persones. La ciutat fou fundava el 1988. El 1996, la ciutat s'establí la seu de la Diòcesi Catòlica Romana d'Eunápolis.